# Милчо Милчев
Милчо Милчев е театрален режисьор, преподавател в НАТФИЗ „Кръстьо Сарафов“ и един от основателите на българската пантомимна школа.
Роден е на 12 април 1945 година в Созопол като четвърто дете в семейството на бежанци от Мала Азия. През 1949 година се премества да живее в Бургас. Занимава се с театър от ученическите си години в различни театрални школи под ръководството на Ицко Финци, Мария Карел и Асен Кисимов. Участва в театрални постановки заедно с Руси Чанев, Георги Дюлгеров, Георги Тодоров-Жози, Людмила Захариева, Тома Бинчев. Завършва ВИТИЗ през 1970 година със специалност „Театрална режисура“ в класа на проф. Сашо Стоянов. Под негово влияние се увлича от древногръцки театър, комедия дел арте и азиатски театър. Започва да се занимава с пантомима и театър на движението под влиянието на Герда Глоке. Прави първите си стъпки в пантомимата заедно със състудентите си Вельо Горанов и Венцислав Кисьов.
През 1970 година е разпределен в Старозагорския театър. Първият му професионален спектакъл „Съмнителната истина на Аларкон“ прави впечатление с вкуса му към синтетичния театър и с песните по стихове на Радой Ралин. Следва постановката „Мотопеда“ на Недялко Йорданов.
През 1972 е поканен от Георги Дюлгеров за асистент-режисьор на филма му „...И дойде денят“. Следва работа като асистент-режисьор във филмите „Пазачът на крепостта“ на Милен Николов от 1973 година и „Вилна зона“ на Еди Захариев от 1974 година.
Установява се в София през 1973 година и поставя първия си пантомимен моноспектакъл „Един Мим Разказва“ с участието на Вельо Горанов. Спектакалът е отличен в Земунд – Белград с награда за пантомимен моноспектакъл. През 1975 година спектакълът влиза в репертоара на Театър „София“ с огромен успех.
През 1975 година е поканен за асистент на проф. Сашо Стоянов във ВИТИЗ „Кръстьо Сарафов“, където в продължение на 23 години преподава режисура и актьорско майсторство. Заедно с проф. Сашо Стоянов, проф. Цветана Стоянова и Чавдар Кръстев създава плеяда от режисьори и актьори – Кирил Варийски, Ивайло Христов, Атанас Атанасов, Пламен Сираков, Пламен Марков, Бойко Богданов, Александър Илиев, Йорданка Стефанова, Аня Пенчева и други.
През 1976 година основава първата в историята на българската пантомима школа – Студио Пантомима към Младежки дом „Лиляна Димитрова“ – София. Първата изява на младите студенти  е спектакълът „Хипотеза“ – алегоричната и лирична история на Човекът птица. В главната роля се изявява младият Николай Сотиров. Възпитаници на тази студия стават най-достойните мимове и популяризатори на българската пантомима, впоследствие гръбнака на специалност „Пантомима“ в НАТФИЗ „Кръстьо Сарафов“. Спектаклите на Студийния пантомимен театър са отличени с много награди и пътувания в Германия, СССР, Гърция и други. За първи път в пантомимата се експериментира с елементи от азиатски театър – китайски, японски и индийски, йога, карате и други форми на движенческия театър. Спектаклите „Легенда за девойката дух“ и „Сун У Кун“ се превръщат в първата творческа лаборатория за ескперименти с азиатски театър в България. В основата на спектакъла му „Генезис“ са използвани български легенди и сказания. Незабравими остават за тогавашното поколение пантомимните шоута тип кабаре, които събират младежта на София в Младежкия дом „Лиляна Димитрова“, сега „Средец“. В тях са включени елементи на комедия дел арте и театър на сенките.
Животът му се разделя между преподавателската работа в НАТФИЗ и пантомимата. Неговите ученици Вельо Горанов, Петър Стефанов, Александър Илиев, Пламен Радев, Николай Сотиров, Иван Недялков и Жан Илиев продължават делото и достойно и талантливо се изявяват в пантомимното изкуство на български и чужденстранни сцени. През 1992 година поема първият клас от глухи мимове в НАТФИЗ. Спекатакълът им, вдъхновен от български легенди, е награден на студентския фестивал в Братислава – Словакия.
До края на живота си работи върху разнообразни проекти за театрални постановки, които да реализира в идеята си за независим театър.